# Exocentrus flavipennis
Exocentrus flavipennis là một loài bọ cánh cứng trong họ Cerambycidae.